# Marguerite Naville
Pour les articles homonymes, voir Naville.
Marguerite Naville, née Marguerite Isabelle de Pourtalès le 14 août 1852 à Versoix et morte le 14 décembre 1930 à Genève, est une égyptologue, diariste, photographe et dessinatrice suisse.
Après avoir épousé l'égyptologue Henri Édouard Naville en 1873, elle l'accompagne dans quatorze voyages archéologiques en Égypte, consignant ses découvertes sous forme de photographies et de dessins. Ses nombreux journaux et sa correspondance fournissent des descriptions détaillées de la vie en Égypte au tournant du XXe siècle,.

## Biographie
Née le 14 août 1852 à Versoix, dans le canton de Genève, Marguerite Isabelle de Pourtalès est la fille d'Alexandre Joseph de Pourtalès (1810-1883), comte et officier d'artillerie prussien, et de son épouse Augusta Marie Élisabeth née Saladin (1815-1885),. Elle est l'arrière-petite-fille du négociant Jacques-Louis de Pourtalès. Elle est influencée par l'allégeance de sa famille aux Allemands pendant la guerre franco-allemande de 1870, mais soutient les Français pendant la Première Guerre mondiale.
Avec l'égyptologue Henri Édouard Naville (1844-1926), qu'elle épouse en 1873, elle a cinq enfants. Elle l'accompagne lors de quatorze voyages en Égypte de 1884 à 1914. En Égypte, c'est elle qui gère les chantiers de fouilles, prenant soin des ouvriers et suivant attentivement les progrès réalisés. En plus des photographies qu'elle prend, elle représente les découvertes dans les nombreux dessins détaillés que son mari utilise pour illustrer ses publications. Dans ses nombreux journaux, en plus des descriptions de l'avancement des fouilles, elle fournit des comptes rendus d'autres égyptologues, dont Howard Carter. Ses écrits témoignent également de ses fortes convictions protestantes, reflétant son soutien au mouvement de renouveau évangélique.
Marguerite Naville meurt à Malagny près de Genève le 14 décembre 1930 à l'âge de 78 ans. Elle est enterrée au cimetière de Genthod dans une tombe voisine de celle de son mari.
En 2025, l'Université de Genève revient sur le parcours du couple à travers une exposition, un cycle de conférences et un programme pour la Nuit des musées.